# ミッキーとはらぺこオーム
『ミッキーとはらぺこオーム』（原題：Mickey's Parrot）は1938年9月9日に公開されたウォルト・ディズニー・プロダクション（現：ウォルト・ディズニー・カンパニー）が制作したアニメーション短編映画作品。ミッキーマウスの短編映画シリーズの一作品である。

## あらすじ
ある夜の雨の日。引越しのトラック、そこの荷台の鳥かごには意気揚々と歌を歌うオームがいた。しかし、鳥かごは転げ落ちてしまい、ミッキーの家の前に。「こいつは助かった」とオームはミッキーの家へ。
その頃、ミッキーはラジオでお話を聞きながら、プルートと一緒にゆったりと時間を過ごしていたが、それが殺し屋が逃げ出したというニュースに切替わる。それを聞くと扉を椅子で塞ぎ、窓のブラインドを閉めて、猟銃を持って怖がるミッキー。一方、オームはミッキーの家の地下から入るが、その扉にぶつかって転げ落ち、石炭の入っていた樽で玉乗りのように転がってストーブの中へと入ってしまう。ミッキーはその物音を殺し屋が入ってきたと思い、地下へと入る。扉が閉まった際に、靴が銃へとひっかかり、階段を降りた音やその靴がぶつかったのをプルートと勘違いするが、振り返ったときにまたぶつかり、今度はそれを殺し屋だと思い、思いっきり振り返ったときに靴紐が首に巻きつき、大慌てのミッキーは洗濯物の上に転んでテーブルの板の部分が乗り上げ更に棚の上の電球が落っこちてバチバチと音をたて、それを怖がってミッキーはストーブの中に隠れた。
一方、オームは地下を抜け出して上の階にいた。入り込んだ家がいい家だと歓喜していると、棚の中にあった金魚のエサを見つける。それを食べようと蓋を開けようとするが、なかなか開けられず悪戦苦闘。その部屋にプルートが入ってくる。オームが罵りながら蓋を開けるのに苦戦している声を金魚の声と勘違いすると金魚と睨み合う。「へっぴり腰」という言葉に腹を立ててのか、プルートは金魚に襲い掛かるものの、鼻を噛まれる。その際に、棚から現れたオームは犬に気づいて逃げようとするが、冷蔵庫にぶつかって肉をかぶってしまう。その声を聞きつけたプルートはオームがかぶった肉を見つけ、それを食べようとするが、肉はプルートに攻撃を仕掛け、それを怖がるプルートは壁によじ登りながらも後ずさりをするが、落っこちた拍子にオームが肉から飛び出す。怒ったオームは肉を攻撃しているプルートの尻尾を噛み、ここからプルートとオームのバトルが展開される。最終的にプルートはオームは追い掛けるが、ピアノにつまづいて転んでしまい更には閉じ込められる。その暴れる音を聞いたミッキーも地下から上がってきて、そのピアノに銃を突き付けるが、それはプルートだと気付いた。
一方、オームはガスコンロの上にあったポップコーンの種を食べようとするが、ポップコーンの種はガスコンロの上にこぼれて弾け出す。それを殺し屋が銃を乱射していると勘違いしたミッキーはキッチンに目掛けて発砲を始める。「撃つな。降参だよ」というオームの声を聞いて喜び、ミッキーは殺し屋を外から出そうとガスコンロの下の棚に銃を突き付けるが、そこから出てきたのがオームであった。「クラッカーをくれ」と言ったのでミッキーは喜んでクラッカーを与えると、オームは敵対心を剥き出しのプルートの口に無理矢理押し込んで食わせ、それをミッキーは笑いあげるのであった。

## キャスト
| キャラクター   | 原語版               | 旧吹き替え版 | 新吹き替え版     |
| -------------- | -------------------- | ------------ | ---------------- |
| ミッキーマウス | ウォルト・ディズニー | 後藤真寿美   | 青柳隆志         |
| プルート       | ピント・コルヴィッグ | 原語音声流用 | 原語音声流用     |
| オーム         |                      |              | 堀内賢雄         |
| ラジオの声     |                      |              | 村松康雄星野充昭 |
| ナレーター     | -                    | 土井美加     | -                |

## スタッフ
| 製作   | ウォルト・ディズニー |
| 作画   | レス・クラーク       |
| 監督   | ビル・ロバーツ       |
| 総監督 | デイヴィッド・ハンド |

## 映像ソフト化
- 『ディズニー・アニメ ゴールド・シリーズ ミッキーマウス』（VHS、ポニー、「ミッキーといたずらオウム」として収録、旧吹き替え版）
- 『ディズニー・アニメ ゴールド・シリーズ ミッキー・マウス!!』（VHS、バンダイ、「ミッキーといたずらオウム」として収録、旧吹き替え版）
- 『ディズニーのこわ～いお話』（VHS、ポニー、バンダイ、「ミッキーといたずらオウム」として収録、旧吹き替え版）
- 『夢と魔法の宝石箱 ミッキーが好き』（VHS、DHV Japan, Ltd.、新吹き替え版）
- 『Disney ミッキーマウス/70thアニバーサリー・アルバム』（VHS、ブエナ ビスタ ホーム エンターテイメント、新吹き替え版）
- 『ミッキーマウス／カラー・エピソード Vol.1 限定保存版』（DVD、ブエナ ビスタ ホーム エンターテイメント、新吹き替え版）